# Dom Pedro de Alcântara
Dom Pedro de Alcântara es un municipio brasileño situado en el estado de Río Grande del Sur. Tiene una población estimada, en 2021, de 2520 habitantes.
Está ubicado a una latitud de 29º22'10" Sur y una longitud de 49º50'59" Oeste, a una altitud de 37 metros sobre el nivel del mar.
Ocupa una superficie de 78.22 km².
Un enclave destacado del entorno paisajístico del municipio es la laguna Itapeva.